# アウデルケルク
アウデルケルク（オランダ語: Ouderkerk、オランダ語発音: [ˈʌudərˌkɛr(ə)k] ( 音声ファイル)）は、オランダ西部の南ホラント州にかつて存在した基礎自治体（ヘメーンテ）。2015年に近隣のヘメーンテと合併し、クリンペネルワールト (Krimpenerwaard) の一部となった。
面積は28.57平方キロメートルで、そのうち1.50平方キロメートルが水域であった。1985年、ヘメーンテの再編により設置された。
ホランセ・アイセル川に沿ってハウデラク、ラーヘウェフ、アウデルケルク・アーン・デン・アイセル、アイセラーンといった集落があった。

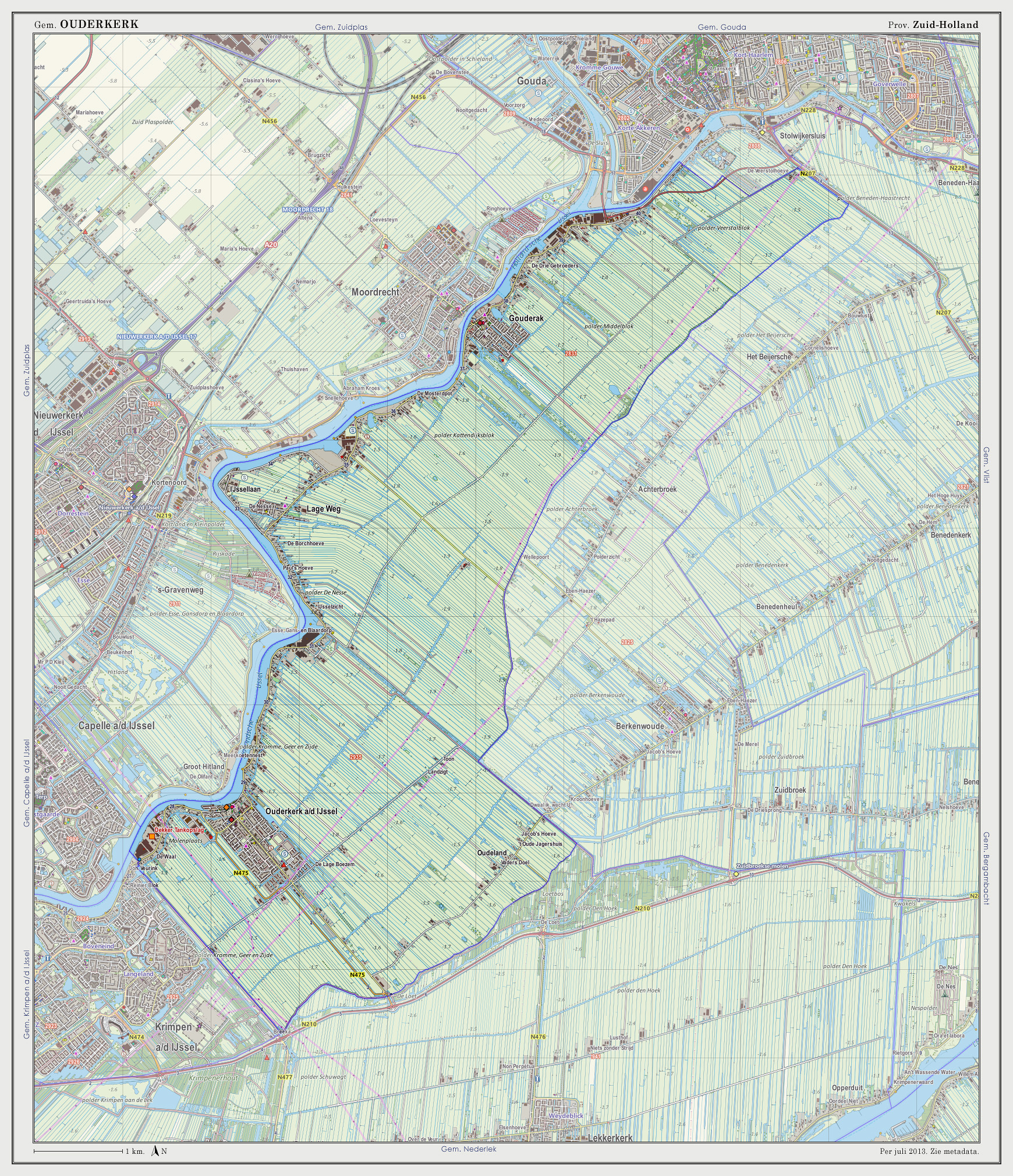
旧アウデルケルク市の地形図（2013年時点）